# Ołeksandr Szaparenko
Ołeksandr Maksymowycz Szaparenko (ukr. Олександр Максимович Шапаренко, ur. 16 lutego 1946 w Stepaniwce) – radziecki kajakarz (Ukrainiec). Trzykrotny medalista olimpijski.
W igrzyskach brał udział trzykrotnie (IO 68, IO 72, IO 76). W 1968 wywalczył złoto w kajakowych dwójkach na dystansie 1000 metrów. Partnerował mu Wołodymyr Morozow. Zajął również drugie miejsce w jedynce, przegrywając jedynie z Węgrem Mihálym Heszem. Cztery lata później sięgnął po złoto w rywalizacji singlistów. Trzynaście razy stawał na podium mistrzostw świata, siedem razy sięgając po złoto (K-1 1000 m: 1966, 1970; K-1 10000 m: 1973, K-2 1000 m: 1966, K-4 10000 m: 1977, 1978, 1979), dwa po srebro (K-1 10000 m: 1974, K-4 1000 m: 1974) i cztery po brąz (K-1 1000 m: 1971, 1973; K-4 1000 m: 1966, 1979).